# Китлиц (Лауенбург)
Китлиц (њем. Kittlitz) општина је у њемачкој савезној држави Шлезвиг-Холштајн. Једно је од 131 општинског средишта округа Херцогтум Лауенбург. Према процјени из 2010. у општини је живјело 243 становника. Посједује регионалну шифру (AGS) 1053062.

## Географски и демографски подаци
Китлиц се налази у савезној држави Шлезвиг-Холштајн у округу Херцогтум Лауенбург. Општина се налази на надморској висини од 53 метра. Површина општине износи 17,7 km². У самом мјесту је, према процјени из 2010. године, живјело 243 становника. Просјечна густина становништва износи 14 становника/km².